# Lucien Guissard
Lucien Guissard, né le 15 octobre 1919 à Ortho en Belgique et mort le 22 mars 2009 à Paris, est un prêtre assomptionniste belge. Journaliste et écrivain il fut le directeur du journal La Croix.

## Éléments biographiques
Lucien Guissard est né le 15 octobre 1919 à Ortho, dans une famille d’agriculteurs du Luxembourg belge.
Il étudie au collège d'Alzon, puis à Sart-les-Moines. Il entre en 1937 chez les assomptionnistes et étudie la théologie à l’abbaye Saint-Gérard de Brogne. Il est ordonné prêtre en 1943 et complète dans l’après-guerre sa formation en étudiant les sciences politiques et sociales à l’université de Louvain.
Il entre au journal La Croix en 1950 comme rédacteur. En 1955, il y succède à Luc Estang en tant que critique littéraire. De 1969 à 1974, il est rédacteur en chef du quotidien catholique.
Le 13 décembre 1986, il entre à l’Académie royale de langue et de littérature françaises de Belgique, héritant du siège laissé vacant par la mort de Charles Moeller.
Lucien Guissard meurt le 22 mars 2009 dans le 15e arrondissement de Paris.

## Prix littéraires
Lucien Guissard obtient en 1961 le Grand prix catholique de littérature pour son essai Écrits en notre temps. L’Académie française le récompense deux fois : en 1960, pour Catholicisme et progrès social, et en 1985 pour l’ensemble de son œuvre. L’Académie royale de langue et de littérature françaises de Belgique lui décerne le prix Henri Davignon en 1980 pour Histoire d’une migration.

## Publications
- 1960 : Catholicisme et progrès social, prix Juteau-Duvigneaux de l’Académie française
- 1961 : Écrits en notre temps
- 1962 : Emmanuel Mounier
- 1969 : Littérature et pensée chrétienne
- 1979 : Histoire d’une migration
- 1986 : Les Chemins de la nuit
- 1988 : La Puce et les Lions (avec Gabriel Ringlet)
- 1990 : Le Temps d’être homme
- 1993 : Les Promesses de la mer
- 1995 : La Ressemblance
- 1999 : Les Assomptionnistes d’hier à aujourd’hui